# MITSUI OUTLET PARK 台中港
MITSUI OUTLET PARK 台中港又稱台中港三井Outlet，是MITSUI OUTLET PARK位於台灣台中市梧棲區的大型暢貨購物中心，為臺灣第二個、海外第四個據點，屬於海港型的OUTLET，2018年12月12日開業（11月29日試營運）。 2022年營業額約為58億元，目前為臺中市年營業額第四名的百貨商場。

## 歷史
自2015年起，林佳龍市府與台灣港務公司規劃18公頃土地，並向三井集團招商。
2016年3月24日，三井不動產取得最優先議約權。
2016年9月20日，三井不動產和台灣港務公司簽約租用台中港5.4萬坪用地。本商場建築面積約1.9萬坪，共有170間店鋪，60公尺海景摩天輪、Snow Town與ASOBI SQUARE育樂設施。
2017年8月20日舉行開工典禮，工程由三中港奧特萊斯公司負責、三門建築師事務所設計、瑞助營造興建，2018年3月舉行上梁儀式。
2018年11月29日至12月10日間試營運 。2019年6月7日，引進日本獨家技術，台灣第一家室內恆溫20度的雪場（部分區域約16-18度）「SNOWTOWN雪樂地」盛大開幕
。
2020年11月25日第二期擴建工程動工，於2021年12月16日開幕，共新增51間店鋪，其中包含首度在台灣展店的Abercrombie & Fitch和旗下的Abercrombie kids、Hollister Co®和GILLY HICKS。

## 週邊設施
- 台中港
- 福容大飯店（規劃中）

## 外部連結
- MITSUI OUTLET PARK 台中港官方網站 （页面存档备份，存于）（中文）（简体中文）（英文）（日語）
- MITSUI OUTLET PARK 台中港的Facebook專頁 （页面存档备份，存于）